# Alberto de Lovaina
Alberto de Lovaina ou Albert van Leuven (Lovaina, 1166 - Reims, 24 de novembro de 1192) foi cardeal da Igreja Católica e Príncipe-Bispo de Liège. Ele foi canonizado como santo em 9 de agosto de 1613 e sua festa cai na data de sua morte.

## Biografia
Alberto de Lovaina nasceu em 1166 como o segundo de dois filhos do duque Godofredo III, conde de Lovaina, e de sua primeira esposa Margareta van Limburg. Ele era irmão de Henrique I, duque de Brabante.
Alberto foi educado na escola da catedral de Saint-Lambert em Liège, onde foi Cônego prebendário em ca. 1178. Em 1187, quando a notícia da queda de Jerusalém chegou a Liège, Alberto renunciou aos seus cargos, tomou a cruz e fez-se cavaleiro em Valenciennes. No ano seguinte, o cardeal Henrique de Albano, O.Cist., pregador papal da cruzada, restaurou seu status eclesiástico.
Em 1188, ele se tornou o arquidiácono de Liège e mais tarde, reitor das igrejas colegiadas de Saint-Pierre e Saint-Jean em Liège. Recebeu o subdiaconado em 1191 e em 8 de setembro do mesmo ano, foi eleito bispo de Liège e, apesar de não ter atingido a idade canônica de 30 anos, sua nomeação foi amplamente aprovada.

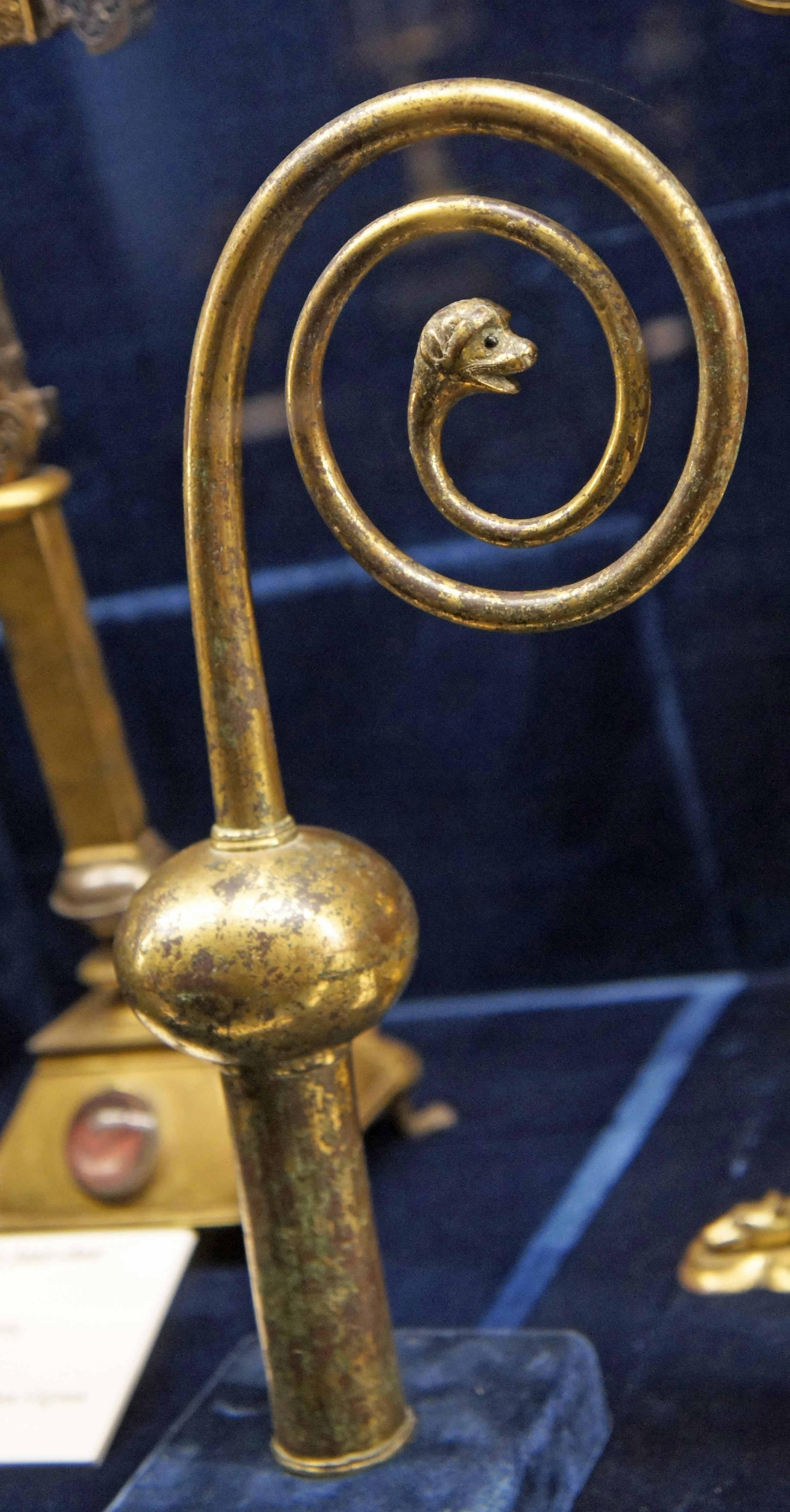
Seu báculo.

A nomeação de Alberto foi contestada pelo conde Balduíno de Hainaut, que fez com que um segundo grupo de cônegos elegesse Alberto de Rethel, reitor de Liège. Alberto de Rethel era um tio materno da Imperatriz Constança que planejava apoiá-lo com o Imperador, mas havia sido capturado pelos sicilianos antes. Como a eleição parecia estar em disputa, o imperador apoiou Lothar de Hochstaden, reitor da igreja de São Cassius em Bonn e irmão do conde Dietrich de Hochstaden.
Alberto levou o assunto a Roma e apelou ao Papa Celestino III. Em maio de 1192, o papa Celestino III nomeou Alberto cardeal e o ordenou diácono em Roma em 30 de maio. Ele foi então ordenado ao sacerdócio em 19 de setembro de 1192, em Reims, pelo cardeal Guillaume de Champagne. Recebeu a consagração episcopal no dia seguinte e celebrou sua primeira missa em 21 de setembro na Catedral de Reims.
O novo bispo permaneceu em Reims nos dois meses seguintes; em outubro, Alberto conheceu três cavaleiros alemães, que o persuadiram a cavalgar com eles fora de Reims. Fora da cidade, eles atacaram Alberto com suas espadas e o atingiram na cabeça, que esmagou seu crânio e o fez cair, onde se certificaram de matá-lo antes de escapar. Ele foi enterrado na catedral de Reims.

## Rescaldo
A reação imediata ao assassinato foi uma revolta dos príncipes da Baixa Lorena liderada pelos duques de Brabante e Limburgo, irmão e tio respectivamente do bispo assassinado. Eles formaram um grupo que acabou por incluir os arcebispos de Colônia e Mainz e outros príncipes, e devastou o território de Dietrich de Hochstaden. Diante da hostilidade do povo de Leige, o bispo eleito Lothar fugiu para a corte imperial. Ele foi excomungado pelo Papa Celestino. Os assassinos, incluindo um Otto de Barenste, fugiram para a corte imperial, onde Henrique parece não ter tomado nenhuma ação particular contra eles. Os historiadores estão divididos quanto ao papel que o imperador pode ou não ter desempenhado no planejamento do assassinato do bispo Alberto.

## Canonização
A fama de santidade de Alberto de Lovaina logo se espalhou após sua morte e foi saudado como mártir, levando assim à abertura de sua causa de canonização. O Papa Paulo V o canonizou em 9 de agosto de 1613 e instituiu seu dia de festa como a data de sua morte. Seu corpo repousou em Reims até 1921, quando foi transferido para Bruxelas.

## Origens
O Vita Alberti episcopi Leodiensis foi provavelmente escrito por volta de 1194 ou 1195 por um monge anônimo de Lobbes, a partir de informações fornecidas pelo Abade Werrich, que conhecia bem Alberto. Embora seja um panegírico para o bispo assassinado, Raymond H. Schmandt o considera geralmente preciso. Um ponto de vista diferente é encontrado no Chronicon Hanoniense de Gislebert de Mons, escrito pouco depois de 1196.